# Rhagea packardella
Rhagea packardella är en fjärilsart som beskrevs av Émile Louis Ragonot 1887. Rhagea packardella ingår i släktet Rhagea och familjen mott. Inga underarter finns listade i Catalogue of Life.